# SS Normandie
SS Normandie byla luxusní osobní dopravní zaoceánská loď provozovaná společností Compagnie Générale Transatlantique a pojmenovaná po francouzském území Normandie, na kterém se nacházel její domovský přístav Le Havre. V době spuštění na vodu (1935) a několik let poté byla největší osobní lodí na světě. Pro její velikost bylo nutné vybudovat nový velký dok ve kterém mohla být postavena a opravována, tento dok se nachází v Saint-Nazaire a jmenuje se dok Louise Jouberta, někdy podle lodi nazývaný dok Normandie.
Loď SS Normandie uskutečnila více než 100 přeplutí Atlantiku a pětkrát získala Modrou stuhu, ocenění za nejrychlejší přeplutí Atlantiku. Dvakrát ji získala při plavbě do Ameriky a třikrát při cestě do Evropy. V získání Modré stuhy byla jejím největším rivalem britská loď RMS Queen Mary.
Za druhé světové války byla loď zabavena v New Yorku americkými úřady a přejmenována na USS LaFayette. V roce 1942 při přestavování na loď pro přepravu vojska ji zachvátil požár a loď se převrátila na levý bok. Jelikož byly odhadnuté náklady na opravu lodi příliš vysoké bylo rozhodnuto loď v roce 1946 sešrotovat.
Kormidlový rám a peň z oceli vyrobila plzeňská Škodovka v roce 1933. Odlitek vážil 125 tun a patřil k nejtěžším, které Škodovka vyrobila v meziválečném období.

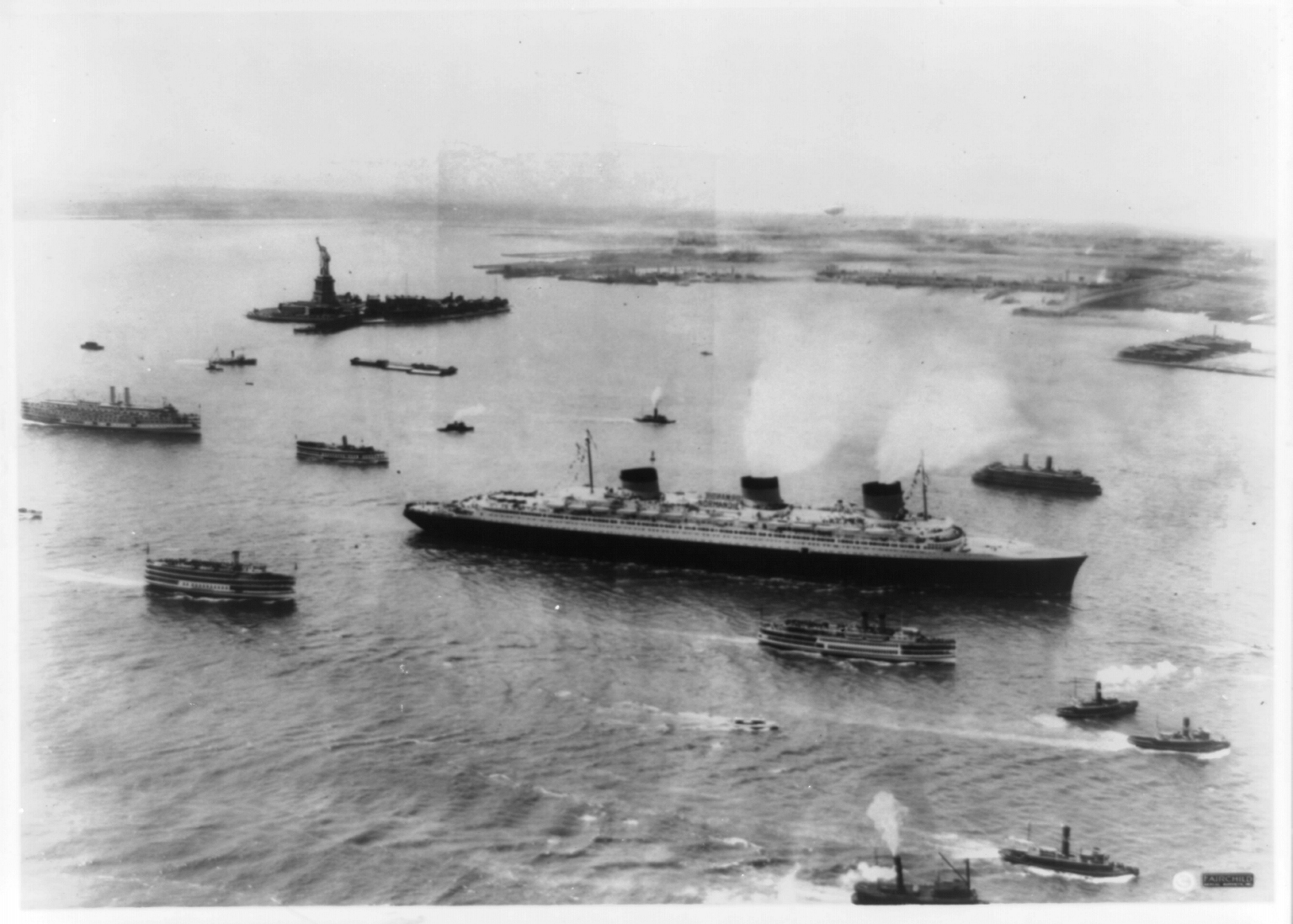
SS Normandie poprvé v New Yorku, 1936

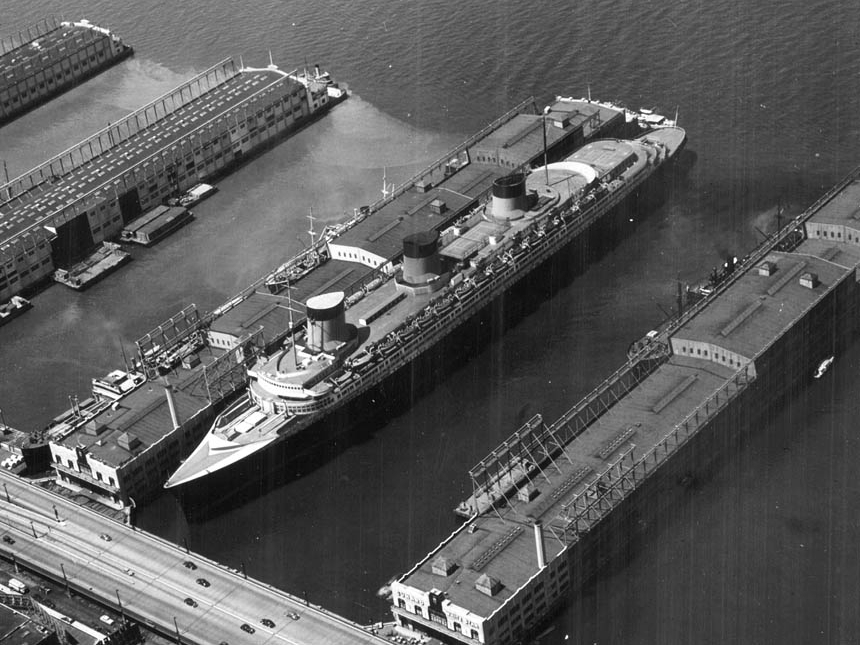
SS Normandie v roce 1941 v USA.